# メイベル・ボル

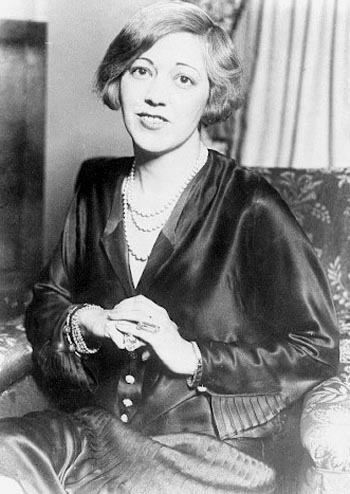
メイベル・ボル

メイベル・ボル（Mabel Boll、1895年 - 1949年4月11日）は社交界の女性で富豪と結婚した女性である。大西洋を最初に飛行機で横断した女性の称号を得ようとして準備したが、その栄誉はアメリア・イアハートが獲得した。
小柄で黒い瞳と鮮やかなブロンドの女性であった。最初、葉巻売りであったが"1909年にビジネスマンのロバート・スコットと結婚し、1914年に子供を生んだ。1922年にはコロンビアのコーヒー王、Hernando Rochaと結婚した。マスコミに「ダイアモンドの女王」として報じられるようになり、高価な宝石や貴金属を身につけて現れ、写真にとられた。Rochaはボールに46.57カラットのエメララルド・カットのダイアモンドを贈り、「メイベル・ボール」と名づけられたダイヤモンドは彼女の死後ハリー・ウィンストン・コレクションに加えられた。
1927年にチャールズ・リンドバーグが飛行機で大西洋無着陸横断飛行に成功し、オルティーグ賞を受賞し、世間の注目を浴びると、ボルは女性として大西洋を最初に横断して有名になりたいと望み、パリで彼女を乗せて大西洋を横断してくれるパイロットに100,000フランを支払うと発表した。

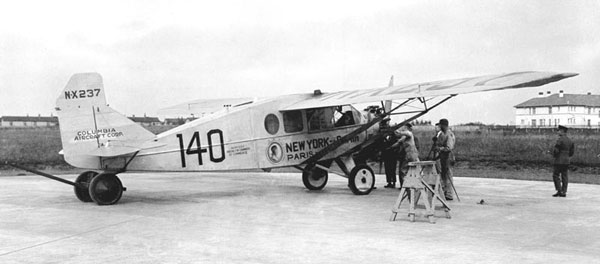
コロンビア号

オルティーグ賞をリンドバーグと争い、後塵を拝したリチャード・バードとクラレンス・チェンバレンは、それぞれ大西洋横断飛行に成功しヨーロッパに到着していた。チェンバレンのコロンビア号(ライト・ベランカ WB-2)のオーナーのチャールズ・レヴァインにアメリカまでの飛行に同乗させるように依頼した。レヴァインはフランスのパイロットの操縦で、ニューヨークにもどる計画を立てたが、Maurice Droughinと契約上の争いを起こし、レヴァインはコロンビア号をロンドンに移した。ボルは船でイギリスへ渡りレヴァインと交渉するが、新しく選ばれたパイロットのウォルター・ヒンチリフは大西洋逆横断飛行を拒否し、イタリアに飛行し、ムッソリーニの息子にプレゼントを贈る飛行を行った。
1928年にコロンビア号でのアメリカからヨーロッパへの飛行の乗客として招かれ、1928年3月5日にウィルマー・シュトゥルツ（Wilmer Stultz）、Oliver Colin LeBoutillier とともにボルはニューヨークからキューバのハバナまでの飛行を行い、ニューヨーク・タイムズに取り上げられた。1月後にボルはチャールズ・レヴァインの会社に12,000ドルの現金と株券を払った。
大西洋横断する最初の女性をめぐる争いが行われ、フォッカー F.VIIを用いるウィルマー・スタールズとルイス・ゴードンのチームはアメリア・イアハートを共同パイロットに選んだ。ボルの乗ったコロンビア号はルーズベルト飛行場を6月26日に出発し、カナダのニューファンドドランド島に到着した。アメリア・イアハートの搭乗したフォッカー F.VII、フレンドシップ号は6月17日に大西洋を横断し、イアハートが大西洋を横断飛行をした最初の女性となった。
ボルの飛行記録で有名になりたい気持ちはつづき、レヴァインは女性を乗せた大西洋逆横断の記録をつくるために、長距離飛行に改造したユンカース W33を購入し、機体に「クィーンオブエア」と記された。パイロットはバート・アコスタが務める計画であった。最初、パリから出発する計画はロンドンからにの出発に改められたが、機体が準備されたのは1928年の秋で、飛行シーズンがすぎており、出発できないうちにレヴァインがアメリカで訴訟に巻き込まれ、航空機はアメリカに送り返され、ウィリアム・ローディ（William Rody）に売却された。（このW33は1931年にリスボンから大西洋横断飛行に挑戦し、不時着水した。）さらに飛行機のオーナーでエンターテーナーのハリー・リッチマンに飛行を依頼したが拒否された。1936年にもう飛びたい気持ちはなくなったと発表した。